# Balance hídrico

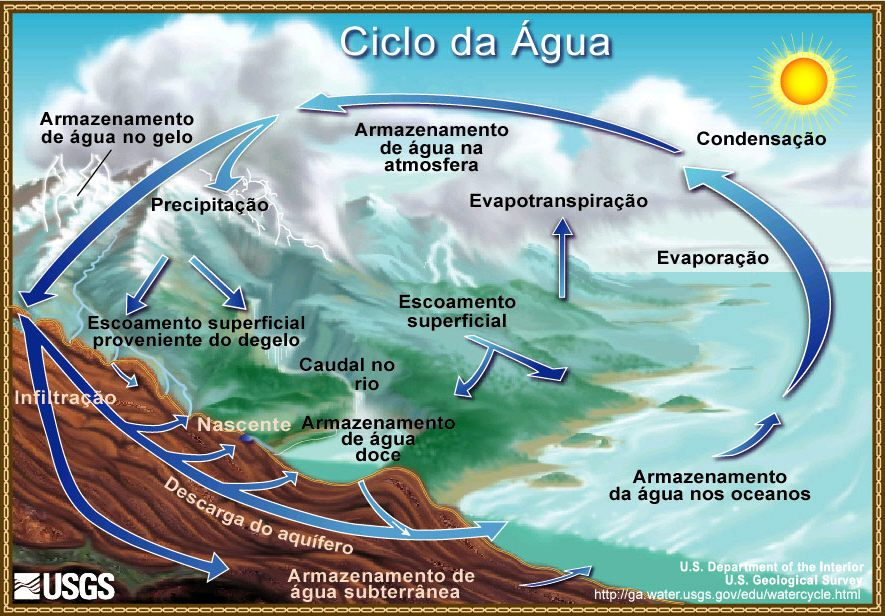
Ciclo hidrológico en portugués, traducido por Maria Helena Alves.

El concepto de balance hídrico deriva del concepto de balance de materia, es decir, que es el equilibrio entre todos los recursos hídricos que entran en un sistema y los que salen del mismo, en un intervalo de tiempo determinado. Sintéticamente puede expresarse por la fórmula:

{\displaystyle Estado_{t+1}=Estado_{t}+\sum _{i=1}^{N}Entradas_{i}-\sum _{j=1}^{M}Salidas_{j}}

Para la determinación del balance hídrico se debe hacer referencia al sistema analizado. Estos sistemas pueden ser, una cuenca hidrográfica, un lago natural o un embalse; incluso una región, un país o el mismo cuerpo humano.
A grandes rasgos, el agua total disponible para uso humano es la que entra al sistema en forma de precipitación menos la que se pierde por evaporación. Sin embargo, mucha de esta agua en términos utilitarios se puede perder por inundaciones en áreas pobladas o flujos que ocurren en áreas lejanas a poblaciones humanas. La distribución desigual del agua en todo el mundo hace que los humanos hoy día no podamos depender únicamente de esta disponibilidad por precipitación-evaporación. Otras fuentes y formas de recoger agua que alteran el balance hídrico del mundo o de una región específica son la fusión de capas de hielo, extracción de agua de pozos (acuíferos), transportar agua de regiones remotas, o la desalinización del agua de mar. Sitios urbanos suelen imponer muchas de estas presiones tanto local como regionalmente, impactando la calidad y cantidad del recurso hídrico que lleva a consecuencias económicas. Por ejemplo, al crecimiento poblacional le acompaña una mayor demanda por recursos como el agua, la cual se encuentra amenazada en su calidad y cantidad y la demanda por ella va en aumento.

## Balance hídrico de una cuenca hidrográfica
El estado inicial de la cuenca o parte de esta, para efecto del balance hídrico, pueden definirse como, la disponibilidad actual de agua en las varias posiciones que esta puede asumir, como por ejemplo: volumen de agua circulando en los ríos, arroyos y canales; volumen de agua almacenado en lagos, naturales y artificiales; en pantanos; humedad del suelo; agua contenida en los tejidos de los seres vivos; todo lo cual puede definirse también como la disponibilidad hídrica de la cuenca.
Las entradas de agua en la cuenca hidrográfica puede darse de las siguientes formas:
- Precipitaciones: lluvia; nieve; granizo; condensaciones;
- Aporte de aguas subterráneas desde cuencas hidrográficas colindantes, en efecto, los límites de los acuíferos subterráneos no siempre coinciden con los límites de los partidores de aguas que separan las cuencas hidrográficas;
- Transvase de agua desde otras cuencas, estas pueden estar asociadas a:
  - Descargas de centrales hidroeléctricas cuya captación se sitúa en otra cuenca, esta situación es frecuente en zonas con varios valles paralelos, donde se construyen presas en varios de ellos, y se interconectan por medio de canales o túneles, para utilizar el agua en una única central hidroeléctrica;
  - Descarga de aguas servidas de ciudades situadas en la cuenca y cuya captación de agua para uso humano e industrial se encuentra fuera de la cuenca, esta situación es cada vez más frecuente, al crecer las ciudades, el agua limpia debe irse a buscar cada vez más lejos, con mucha frecuencia en otras cuencas. Un ejemplo muy significativo de esta situación es la conurbación de San Pablo, en el Brasil;

Las salidas de agua pueden darse de las siguientes formas:
- Evapotranspiración: de bosques y áreas cultivadas con o sin riego;
- Evaporación desde superficies líquidas, como lagos, estanques, pantanos, etc.;
- Infiltraciones profundas que van a alimentar acuíferos;
- Derivaciones hacia otras cuencas hidrográficas;
- Derivaciones para consumo humano y en la industria;
- Salida de la cuenca, hacia un receptor o hacia el mar.

El establecimiento del balance hídrico completo de una cuenca hidrográfica es un problema muy complejo, que involucra muchas mediciones de campo. Con frecuencia, para fines prácticos, se suelen separar el balance de las aguas superficiales y el de las aguas subterráneas.

## Balance hídrico de un embalse o de un lago natural
Es, en cierta manera , un caso particular del anterior, sin embargo al tratarse de un ámbito más restringido, es posible profundizar más en la descripción de entradas y salidas del embalse o lago natural.

## Equilibrio hídrico de los continentes
En grandes números, expresados en mm de capa de agua por año, se tienen los siguientes valores